# فرانز (دهانه)
فرانز یک دهانه برخوردی در ماه‌ است.